# Xysmalobium gramineum
Xysmalobium gramineum är en oleanderväxtart som beskrevs av Spencer Le Marchant Moore. Xysmalobium gramineum ingår i släktet Xysmalobium och familjen oleanderväxter. Inga underarter finns listade i Catalogue of Life.